# 円山古墳 (京都市)
円山古墳（まるやまこふん、大覚寺1号墳）は、京都府京都市右京区嵯峨大覚寺門前登リ町にある古墳。形状は円墳。大覚寺古墳群を構成する古墳の1つ。
実際の被葬者は明らかではないが、宮内庁により「円山陵墓参考地」（被葬候補者：第53代淳和天皇皇后正子内親王）として陵墓参考地に治定されている。

## 概要
| 順 | 古墳名               | 形状 | 規模    | 築造時期    | 陵墓・史跡 |
| -- | -------------------- | ---- | ------- | ----------- | ---------- |
| 1  | 1号墳 （円山古墳）   | 円墳 | 直径50m | 6c後半      | 陵墓参考地 |
| 2  | 3号墳 （南天塚古墳） | 円墳 |         | 6c後半-末   | （埋没）   |
| 3  | 4号墳 （狐塚古墳）   | 円墳 | 直径28m | 7c初頭-前半 | なし       |
| 3  | 2号墳 （入道塚古墳） | 方墳 | 25×30m  | 7c初頭-前半 | 陵墓参考地 |

京都盆地（山城盆地）西部の有栖川扇状地に築造された大型円墳である。一帯では4基の古墳が分布して大覚寺古墳群を形成し、本古墳はそのうち最北端に位置する。1951年（昭和26年）に石室の発掘調査が実施され（調査後に石室は閉塞）、1975年（昭和50年）に墳丘周囲の発掘調査が実施されている。
墳形は円形で、直径50メートル・高さ9.1メートルを測る。墳丘は2段築成。墳丘外表で葺石・埴輪は認められていない。墳丘周囲には幅13メートルの周濠が巡らされるが、墳丘南側（石室正面）では途切れて幅約2.7メートルの陸橋を形成する。埋葬施設は両袖式の横穴式石室で、南方向に開口した。石室全長14.7メートルを測る大型石室であり、太秦・嵯峨野地域では蛇塚古墳に次ぐ規模になる。石室内には少なくとも2基の竜山石製の組合式家形石棺が据えられる。石室内からは、副葬品として耳環・環頭大刀把頭（装飾付大刀）・馬具・須恵器（TK43型式期）・土師器などが検出されている。
築造時期は、古墳時代後期の6世紀後半頃と推定される。大覚寺古墳群では最初に築造された古墳として位置づけられ、墳丘規模・石室規模・副葬品のいずれも有力氏族の首長像を示唆する古墳として注目される。実際の被葬者は明らかでないが、淳和天皇皇后の正子内親王（879年死去）の墓とする伝承があり、現在は陵墓参考地に治定されている。

## 遺跡歴
- 1899年（明治32年）、宮内省（現・宮内庁）により陵墓参考地に治定[3]。
- 1951年（昭和26年）、石室の発掘調査。副葬品出土、調査後に石室は閉塞（小林行雄ら、2001年に報告）[4]。
- 1975年（昭和50年）、京都府立北嵯峨高等学校建設に伴う墳丘周囲の発掘調査（京都府教育委員会、1976年に報告）[2]。

## 埋葬施設
埋葬施設としては両袖式横穴式石室が構築されており、南方向に開口した。石室の規模は次の通り。
- 石室全長：14.7メートル
- 玄室：長さ5.4メートル、幅3.2メートル、高さ4.5メートル
- 羨道：長さ9.3メートル、幅2.0メートル、高さ2.4メートル

玄室の奥壁は各段1石の3段積みである。側壁は各段2石の2-3段積みで、目地が通る。羨道は大型の基底石の上に2石を積む。
玄室内には、奥壁寄りと入り口寄りに少なくとも2基の竜山石製の組合式家形石棺が据えられる。奥壁寄りの石棺蓋石には長辺に各2個の縄掛突起が、入り口寄りの蓋石には長辺各2個・短辺各1個の縄掛突起が認められ、入り口寄りの方が古い型式とされる。

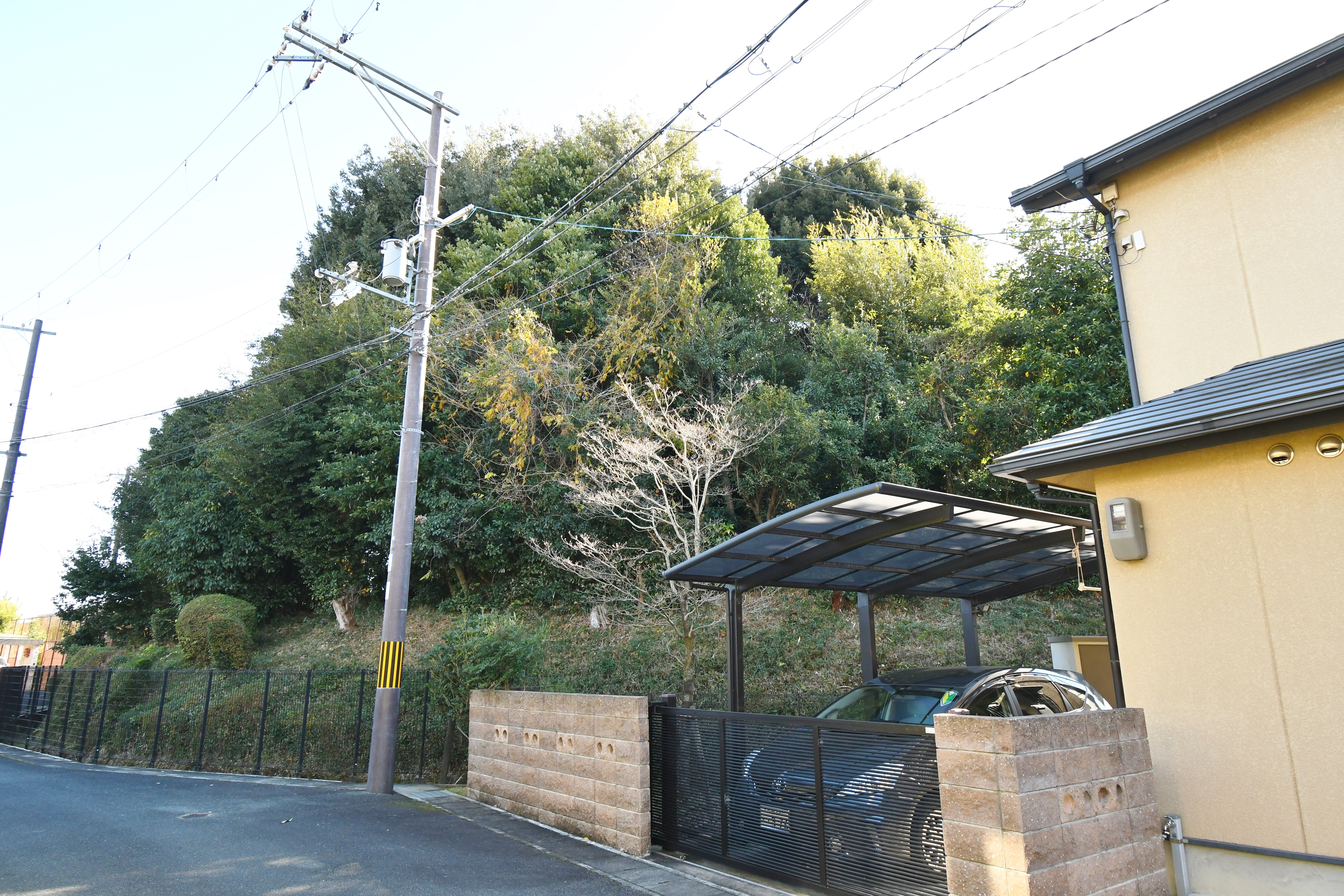
墳丘
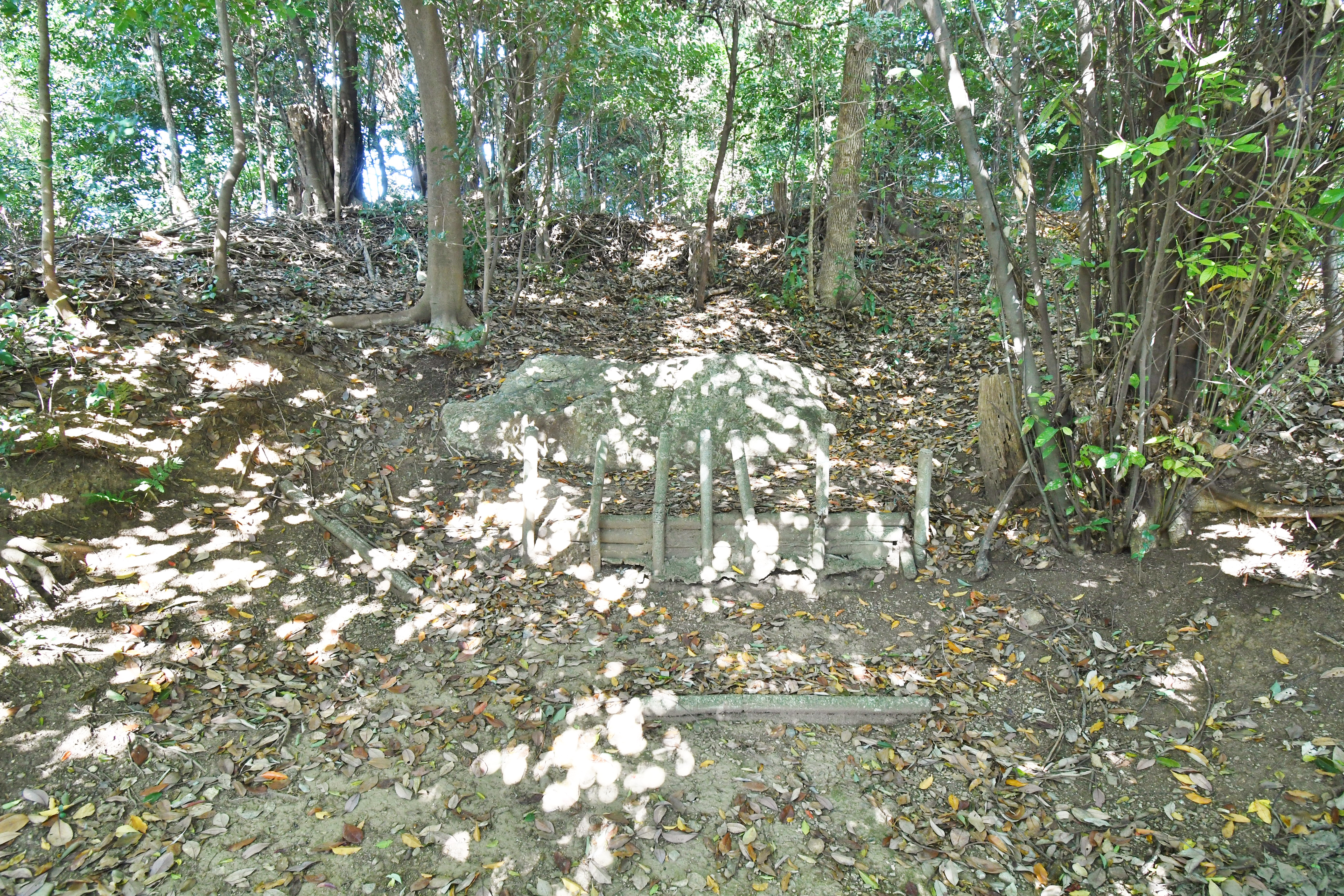
墳丘上の石室石材
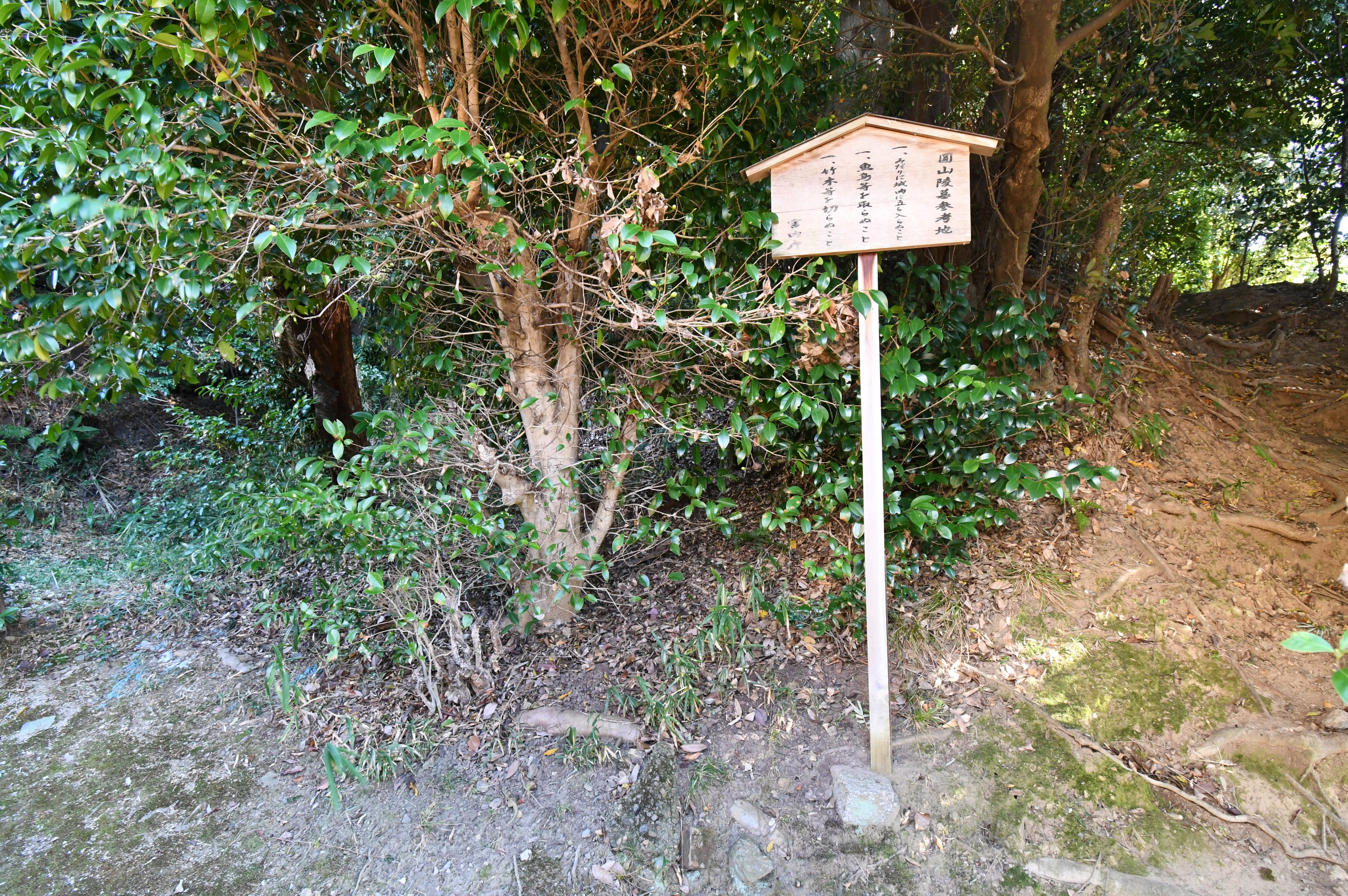
円山陵墓参考地駒札

## 出土品
石室内の発掘調査で検出された副葬品は次の通り。
- 金環 2
- 環頭把頭 2
- 金銅鞘金具片 1
- 鉄刀片 1
- 鉄刀子片 1
- 鉄鏃片 1
- 金銅辻金具片 4
- 須恵器 - 壺1、壺蓋1、𤭯2、瓶子1、小型瓶子1。
- 土師器 - 坩1、長頸壺片。

## 関連文献
（記事執筆に使用していない関連文献）
- 「丸山古墳・入道塚」『とれんち』第2号、京都大学考古学研究会、1962年。
- 京都大学考古学研究会 編「各古墳の概要 > 丸山古墳」『嵯峨野の古墳時代 -御堂ヶ池群集墳発掘調査報告-』京大考古学研究会出版事務局、1971年。
- 京都市 編「古墳時代 > 右京区」『史料京都の歴史 第2巻 考古』平凡社、1983年。